# Kalisz Wąskotorowy
Kalisz Wąskotorowy – stacja czołowa linii Kalisz Wąskotorowy - Turek Kaliskiej Kolei Dojazdowej w Kaliszu, na Majkowie, przy ulicy Stawiszyńskiej; zlikwidowana 31 lipca 1991.
Obecnie budynek został adaptowany do innych celów, a tory od tej stacji do Borkowa Starego rozebrano 12 maja 1994. Dawniej znajdowała się tutaj również lokomotywownia.